# 川拟扁蛛
川拟扁蛛（学名：Selenops szechwanensis）为拟扁蛛科拟扁蛛属的动物。在中国大陆，分布于四川等地。该物种的模式产地在四川。